# Balclutha rothi
Balclutha rothi är en insektsart som beskrevs av Delong och Tsai 1989 . Balclutha rothi ingår i släktet Balclutha och familjen dvärgstritar. Inga underarter finns listade i Catalogue of Life.